# Уманская резня
У́манская резня́ (пол. Rzeź humańska) 10 (21) июня 1768 года — кульминационный момент гайдамацкого восстания 1768 года, получившего название «Колиивщина». Сопровождалось массовым убийством, по разным оценкам, от 12 до 20 тысяч жителей города Умань и беженцев из его окрестностей (в том числе, евреев, поляков, униатов).

## Оборона и штурм города
Узнав о приближении к городу гайдамаков, перешедший на сторону конфедератов польский губернатор Умани Рафал Младанович выслал против них находившийся в городе отряд надворных казаков владельца Умани Салезия Потоцкого под командованием Ивана Гонты (сам Потоцкий был противником конфедератов, поэтому его в городе не было).
Но высланный навстречу гайдамакам Гонта перешёл на их сторону (возможно, причиной тому послужила, в том числе, двусмысленная позиция его «сюзерена» Потоцкого), и 18 июня 1768 года силы гайдамаков, соединившись с отрядом Гонты, подошли к Умани и осадили её.
Грекокатолики, поляки и евреи стреляли с городских стен в осаждавших из пушек и ружей, но отстоять город им не удалось, так как в кульминационный момент неопытные в военном деле осаждённые одновременно выстрелили из всех ружей и пушек. Штурм под покровом окутавшего крепость дыма был настолько стремителен, что никто из нападавших не был убит.

## Массовые убийства
Существует несколько версий последовавших затем событий.

Как отмечает историк С. М. Дубнов, когда гайдамаки ворвались в город, то они 
прежде всего бросились на евреев, метавшихся в ужасе по улицам: их зверски убивали, топтали копытами лошадей, сбрасывали с крыш высоких зданий; детей поднимали на концы пик, женщин мучили. Масса евреев, числом до трёх тысяч человек, заперлась в большой синагоге. Гайдамаки приставили к дверям синагоги пушку, двери были взорваны, разбойники проникли в синагогу и превратили её в бойню. Покончив с евреями, гайдамаки принялись за поляков; многих они перерезали в костёле; губернатор и все прочие паны были убиты. Улицы города были усеяны трупами или изувеченными, недобитыми людьми. Около двадцати тысяч поляков и евреев погибло во время этой «уманской резни».
Современник-еврей таким образом описывает зверства гайдамаков над евреями:
«Резня была так велика и ужасна, что кровь зарезанных стояла в синагоге повыше порогов… Потом буяны вынесли из синагоги все свитки Торы, разложили их по улицам города и верхом проезжали по ним… Трупы убитых евреев десятками тысяч валялись по городу… Их подвергали мучительным истязаниям: рубили, кололи, четвертовали и колесовали, они же с радостью принимали смерть, а Богу своему всё таки не изменили… Малюток отрывали от грудей своих матерей и колесовали.… Один буян заколол на одном чурбане несколько сот евреев… Дети пострадали за грехи своих отцов и матерей. Валявшиеся трупы бросали за лишь (?) от города; ручьи крови всюду виднелись. Трупы сделались добычей свиней и собак. Резня эта продолжалась восемь дней. Спустя несколько времени, Гонта объявил приказ, что никто не смеет скрывать у себя еврея; кто ослушается, голова того будет рассечена».
В городе гайдамаки искали учеников украинской школы (униатского василианского духовного училища) и истребляли их.
В то же время другие гайдамацкие отряды убивали поляков и евреев в Подолии и на Волыни — в Фастове, Животове, Тульчине и других местах.

## Оценки числа жертв
По оценкам, резня унесла жизни около 20 тысяч поляков и евреев. Согласно Географическому словарю Польского королевства, «счёт трупов польских шляхтичей доходил до 15 тысяч». Тадеуш Корзон в работе «Внутренняя история Польши при Станиславе Августе» утверждал, что «в самой Умани погибло по минимальным оценкам 5000 душ». Значительно меньшее число убитых (2 тысячи) указывает американский историк Пол Роберт Магочий, а канадский историк Орест Субтельный просто пишет о тысячах «жестоко убитых» жертв. Польский историк Владислав Серчик утверждал в 1972 году, что количество погибших в Умани невозможно точно установить. Однако, в качестве оценки он говорит о 12 тысяч жертв: 5 тысяч убитых шляхтичей и 7 тысяч евреев. Это только оценка, но в чём автор уверен, так это в том, что «стоит считать не в сотнях, а в тысячах». В более современной работе, Владислав Серчик говорит о «нескольких тысячах» жертв.

## В культуре
Тарас Шевченко написал про эту резню поэму «Гайдамаки» (глава «Гонта в Умани»).